# Суареш душ Рейш, Антониу
Анто́ниу Мануэ́л Суа́реш душ Рейш (порт. António Manuel Soares dos Reis; 14 октября 1847, Мафамуде близ Порту — 16 февраля 1889, Вила-Нова-ди-Гая) — португальский скульптор, один из ведущих представителей португальской реалистической скульптуры.

## Биография
С 1860 года стал учиться в академии изящных искусств в Порту, которую окончил по классу скульптуры в 1866 году. В следующем году отправился в Париж, где в течение 3-х лет продолжал работал и совершенствовал своё мастерство.
1871—1872 гг. провел в Риме. Именно там он выполнил свои лучшие работы из каррарского мрамора, в том числе известную скульптуру «O Desterrado» («Отверженные»), соединившую в себе неоклассический, романтический и реалистический стили, шедевр португальской скульптуры.
После Италии, вернулся на родину в Порту, где стал обладателем нескольких наград за достижения в искусстве.
С 1880 — профессор академии изящных искусств в Порту.
В 1889 году покончил жизнь самоубийством в собственной мастерской в Вила-Нова-ди-Гая.

## Избранные работы
- Памятник Афонсу I Великому в Лиссабоне.
- скульптура «O Desterrado» («Отверженные»).
- Памятник Фелиш де Авелар Бротеру в городе Коимбра
- скульптурные бюсты во Дворце Биржи (Паласио да Болса) в Лиссабоне на площади Инфанта Энрикеша, внесенного в список сооружений Всемирного наследия ЮНЕСКО.

Некоторые работы
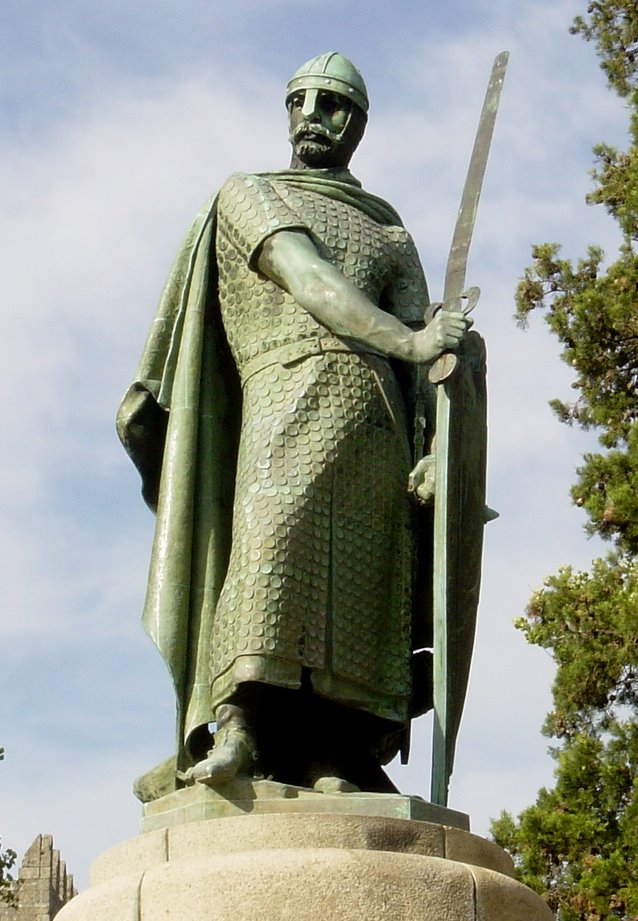
Памятник Афонсу I Великому в Лиссабоне
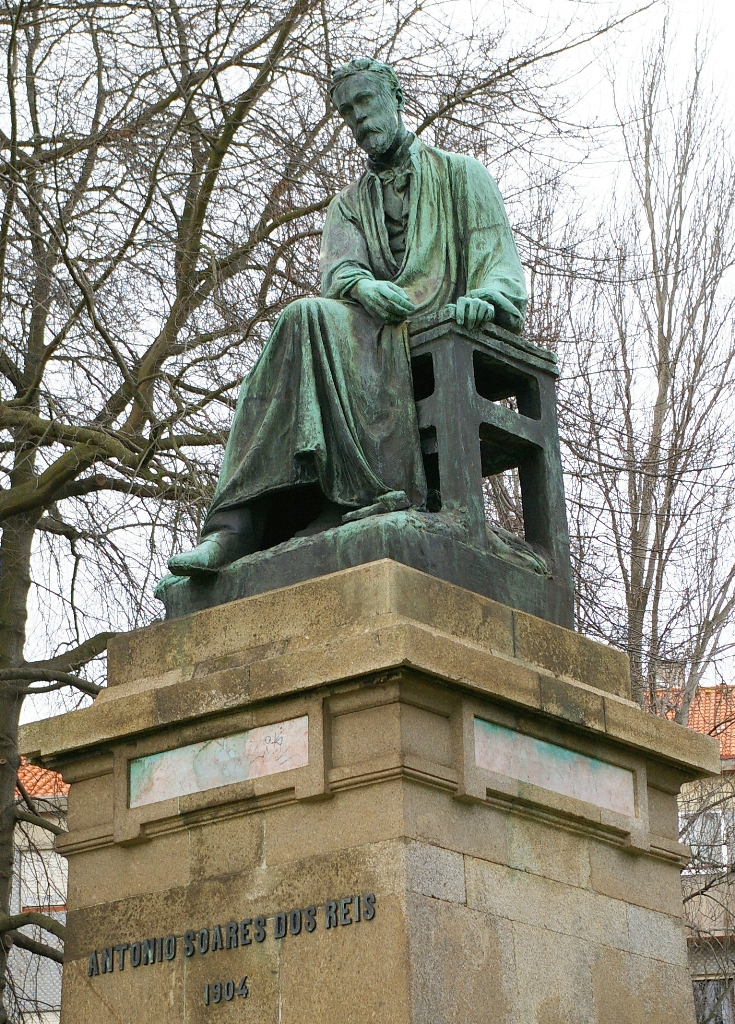
Памятник Суарешу душ Рейшу в Вила-Нова-ди-Гая

## Память
В 1911 «Музей города Порту» в честь выдающегося скульптора был переименован в «Национальный музей Соареш дос Рейс». В его коллекции хранится бо́льшая часть творческого наследия мастера.